# Močidlo

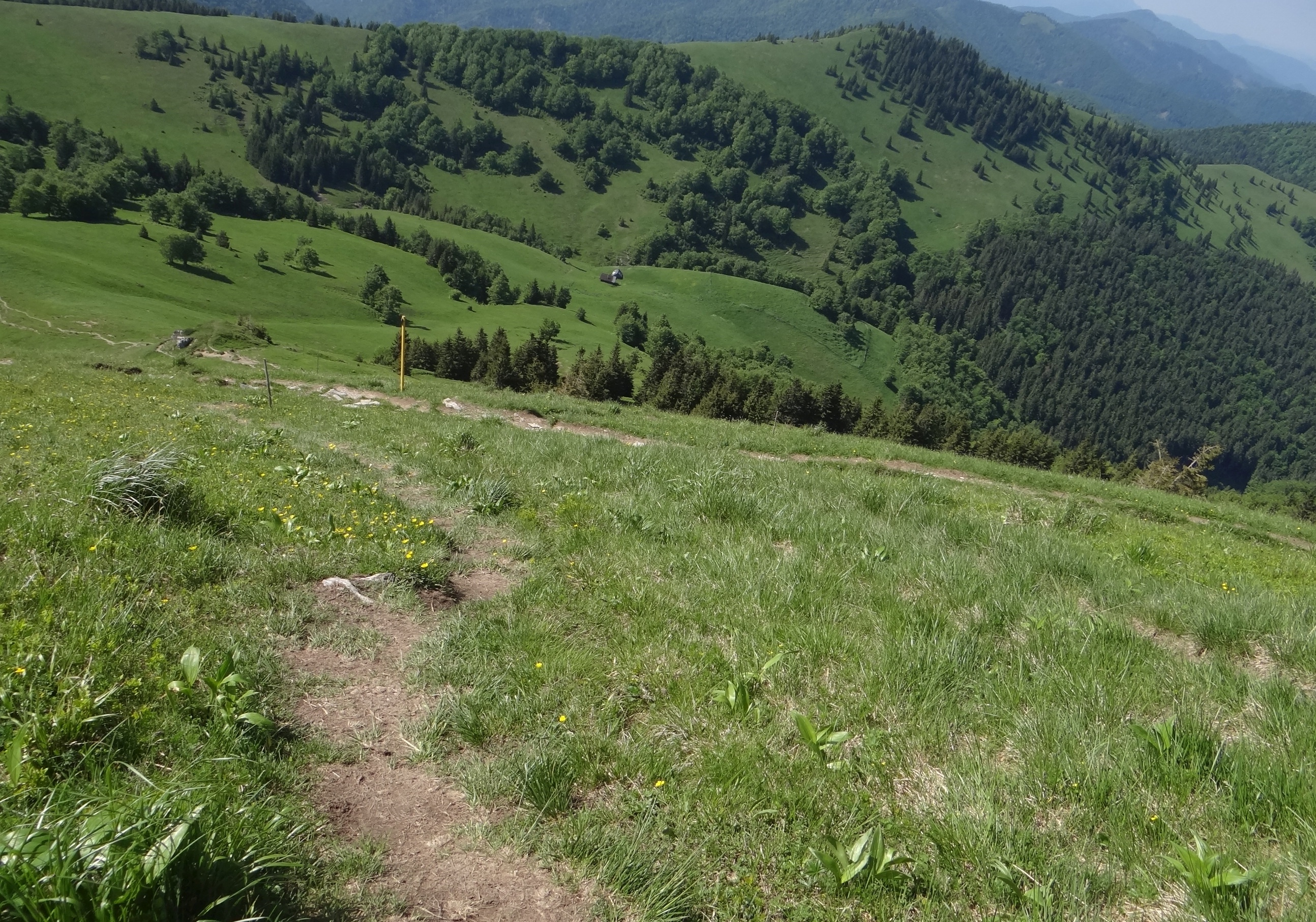
Górna część doliny Močidlo

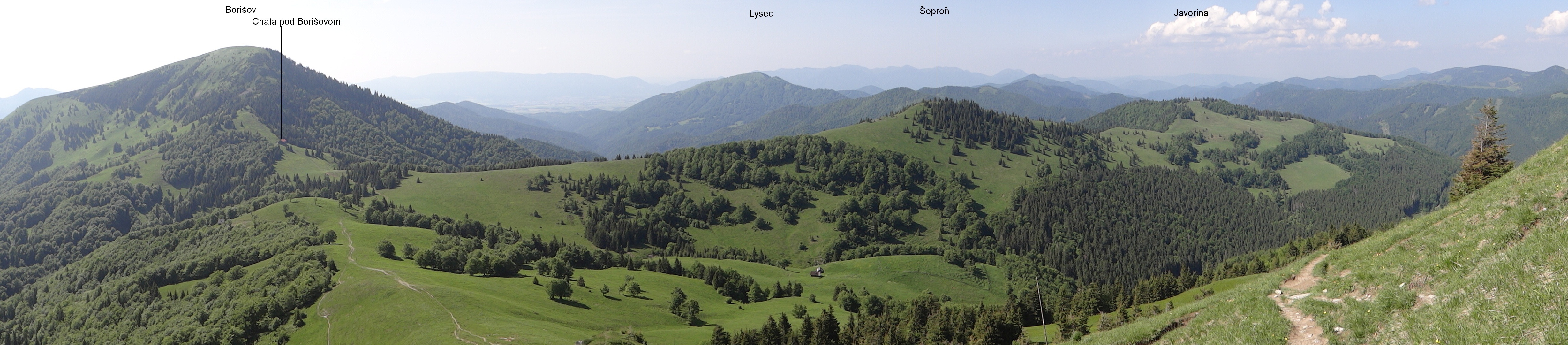
Widok z Ploskej na dolinę Močidlo

Močidlo – lewa odnoga Lubochnianskiej doliny (Ľubochnianska dolina) w Wielkiej Fatrze na Słowacji. Znajduje się w górnej części tej doliny. Od południa jej ograniczenie tworzy grzbiet łączący szczyty Borišov i Ploská, zbocza północno-zachodnie tworzą szczyty Šoproň (1370 m) i Javorina (1328 m), południowo-wschodnie trawiasta grzęda Ploskej (1532 m). Uchodzi do głównego ciągu Lubochnianskiej doliny na wysokości około 850 m. 
Dolina ma długość około 3 km, a jej deniwelacja wynosi około 680 m. Dnem spływa potok będący lewym dopływem Ľubochnianki. Górna część doliny Močidlo jest trawiasta. Są to pasterskie, nadal wypasane hale. Pasterski szałas znajduje się nad potokiem, na prawym zboczu dolinki. Dolną część doliny porasta las.
Przez dolinę prowadzi szlak turystyczny. Jest to łącznikowy szlak między dwoma, znakowanymi czerwono szlakami Wielkiej Fatry (jeden z nich to Magistala Wielkofatrzańska (Veľkofatranská Magistrála). Ma początek u wylotu dolinki, na skrzyżowaniu szlaków również noszącym nazwę Močidlo.

## Szlaki turystyczne
Močidlo, rázcestie – dolina Močidlo – Chata pod Borišovom. Suma podejść 425 m, odległość 3,6 km, czas przejścia 1,35 h, ↓ 1 h